# کوه فلو
کوه فلو (به انگلیسی: Floe Peak) یک کوه در کانادا است که در بریتیش کلمبیا واقع شده‌است. کوه فلو ۳٬۰۰۶ متر بالاتر از سطح دریا واقع شده‌است.